# Yoshi City
«Yoshi City» (с англ. — «Город Йоши») — песня шведского рэпера Yung Lean, выпущенная в 2014 году. Это был первый сингл, выпущенный в поддержку его дебютного альбома Unknown Memory.

## Музыкальное видео
17 июня 2014 года был выпущен видеоклип на песню, режиссером которого стал Маркус Сёдерлунд. Журнал The Fader описал его как
«блестящую, крупнобюджетную продукцию Sad Boys по сравнению с качеством его других видео».

## Трек
| №  | Название     | Продюсер | Длительность |
| -- | ------------ | -------- | ------------ |
| 1. | «Yoshi City» | Yung Gud | 3:45         |

## Творческая группа
- Yung Lean — Вокал

### Производство
- Yung Gud — Продюсер